# Расім Делич
Расі́м Де́лич (босн. Rasim Delić; 4 лютого 1949, Челич, СР Боснія і Герцеговина, СФР Югославія — 16 квітня 2010, Сараєво, Боснія і Герцеговина) — колишній генерал Армії Республіки Боснії і Герцеговини (АРБіГ), другий начальник Генерального штабу АРБіГ. Був кадровим офіцером Югославської Народної Армії, яку покинув після розпуску Югославії.

## Військова кар'єра

### Служба в югославській армії
Расім Делич розпочав свою військову кар'єру в ЮНА 1 жовтня 1967 р., вступивши в Військову академію сухопутних військ, яку він закінчив 31 липня 1971 року. З 1971 по 1985 р. служив в артилерійській дивізії ЮНА, дислокованій у Сараєво, де з 15 жовтня 1980 до 20 вересня 1984 р. був її командиром. З 21 вересня 1984 р. до 27 серпня 1985 р. Расім служив начальником штабу та заступником командувача зведеного артилерійського полку. З 28 серпня 1985 року до 15 липня 1990 року, за винятком перерви з 31 серпня 1988 до 1 серпня 1989 року, коли він навчався в школі командного складу, Расім був командиром зведеного артилерійського полку. 22 грудня 1987 р. його було підвищено до звання підполковника. З 16 липня 1990 по 13 квітня 1992 року обіймав посаду начальника оперативного управління 4-го корпусу ЮНА в Сараєво.

### Армія незалежної Боснії і Герцеговини
З 16 липня 1990 до 13 квітня 1992 року Расім Делич перебував на посаді помічника начальника відділу оперативного управління та забезпечення бойової підготовки командування 4-го корпусу ЮНА в Сараєво. 13 квітня 1992 р. він офіційно подав рапорт про відставку з ЮНА. Трохи згодом цього самого дня Расіма було призначено на посаду Начальника Органу бойової підготовки і бойових дій Територіальної оборони Республіки Боснії і Герцеговини (ТО).
16 квітня 1992 р. йому було наказано покинути Сараєво, а 19 квітня він прибув у Вісоко, де працював з групою офіцерів ТО над формуванням підрозділів у центральній Боснії. У кінцевому підсумку було сформовано Тактичну групу Вісоко на чолі з Расімом Деличем. До 12 травня він також став членом Головного штабу і на цю дату йому було офіційно доручено організацію збройної бойової діяльності та командування нею в різних муніципальних утворах центральної Боснії.
20 травня 1992 р. війська ТО стали Армією Республіки Боснії і Герцеговини. 17 жовтня 1992 р. тодішній начальник Головного штабу Сефер Халілович призначив Расіма Делича виконувачем обов'язків начальника Відділу оперативного планування та підготовки кадрів Головного штабу. 3 червня 1992 р. цю групу було названо Оперативним командуванням Вісоко.
Восени 1992 року група Вісоко офіційно іменувалася Штабом Верховного Головнокомандування — Відділенням Вісоко, таким чином безпосередньо підпорядковуючись Президії Республіки та Президенту, оминаючи командування Генерального штабу та Міністерство оборони БіГ.
27 квітня 1993 р. Сефер Халілович призначив Расіма одним з чотирьох офіцерів, що представляли АРБіГ в Об'єднаному командуванні АРБіГ та ХРО.
У червні 1993 року Расім Делич поряд з Алією Ізетбеговичем та Еюпом Ганичем входив до числа тих членів Президії Республіки Боснії і Герцеговини, які бойкотували мирні переговори у Женеві.
8 червня 1993 р. Президія видала розпорядження про реорганізацію штаб-квартири Верховного Командування АРБіГ, що включало створення посади Командувача Головного штабу АРБіГ з призначенням Расіма Делича на цей пост, чим останній перебрав усе управління Армією Республіки БіГ і став членом розширеної Президії Республіки Боснії і Герцеговини.
Найбільшим досягненням Делича було відвернення краху урядової армії у другій половині 1993 року. Це дало перепочинок для переговорів, організованих Адміністрацією США, які поклали край збройному конфлікту з боснійськими хорватами в березні 1994 року.

## Післявоєнна служба і відставка
З 1995 року і аж до своєї відставки в 2000 р. Делич обіймав посаду Командувача Армії Федерації Боснії і Герцеговини.
У грудні 2004 року його було зараховано до Сараєвського університету, який він закінчив дипломною роботою «Nastanak, razvoj і uloga Armije Republike Bosne і Hercegovine u odbrani Bosne і Hercegovine» (Виникнення, розвиток та роль Армії Республіки Боснії і Герцеговини в обороні Боснії і Герцеговини).
Він також брав участь у діяльності деяких некомерційних організацій та був співзасновником Udruženja za zaštitu tekovina borbe za Bosnu i Hercegovinu (Товариство захисту досягнень боротьби за Боснію і Герцеговину)

## Звинувачення у воєнних злочинах
Міжнародний трибунал щодо колишньої Югославії звинуватив Делича в воєнних злочинах. В обвинувальному висновку стверджувалося, що Делич знав, що моджахеди та інші вояки його армії мали намір скоїти злочини і знав, що табір Каменіца був місцем, де ці злочини, швидше за все, відбудуться, але не зробив нічого, щоб відвернути їх.

### Факти, винесені на судовий розгляд
Іноземні моджахеди прибули в Середню Боснію в другій половині 1992 року з метою надання допомоги своїм боснійським одновірцям-мусульманам у боротьбі проти «ворогів ісламу» під час Боснійської війни. Здебільшого вони походили з Північної Африки, Близького Сходу та Середнього Сходу. 13 серпня 1993 р. АРБіГ офіційно організувала з іноземних добровольців загін, відомий як «Ель-Муджахід» (El Mudžahid), щоб навести лад і встановити контроль над ними.
Тим не менше, Апеляційна палата МТКЮ у справі Кубура і Хаджихасанович зазначила, що відносини між 3-м Корпусом АРБіГ, який очолював Хаджихасанович, та загоном Ель-Муджахід не нагадували відносини начальника з підлеглим, а замість того були близькі до відкритої ворожості, оскільки єдиним способом підпорядкувати загін був би напад на нього, як у випадку, коли б це були війська противника.
Вояки підрозділів «Ель-Муджахід» скоювали різні воєнні злочини чи нелюдські діяння щодо сербських і хорватських воїнів, переважно військовополонених. Зокрема, 8 червня 1993 року, згідно з обвинувальним висновком, у той самий день, коли Делич дістав призначення на посаду командувача Генерального штабу Армії Республіки Боснії і Герцеговини, частини цієї армії захопили в полон 200 хорватських вояків, які здалися після боїв навколо села Маліне та в самому селі. Полонених вояків за наказом військової поліції 306-ї Гірської бригади АРБіГ було направлено в пішому порядку до прилеглого населеного пункту Мехурічі, що за кілька кілометрів від Маліне. У селі Поляніце полонені зустрілися з групою у складі близько 10 моджахедів, які взяли групу з приблизно 20 хорватських вояків та одну жінку і наказали їм іти з ними назад у Маліне. Всім їм було наказано вишикуватися в одну лінію, після чого їх було вбито. Згідно з обвинувальним висновком міжнародного прокурора, Делича було поінформовано про ці злочини, але він нічого не зробив для запобігання їм або покарання злочинців.
21 червня 1995 р. вояками АРБіГ було заарештовано і незабаром обезголовлено двох бійців війська Республіки Сербської. В обвинувальному висновку говориться, що інших полонених, захоплених у той самий день, піддано тортурам, а потім переведено в табір Каменіца. Ще одного сербського вояка на ім'я Гойко Вуїчич, як стверджується, було обезголовлено 24 липня 1995 р. Інші в'язні зазнавали різних видів катувань, які практикувалися в таборі Каменіца (наприклад, електрошок).
11 вересня 1995 р. було взято в полон, а потім передано в табір Каменіца близько 60 сербських вояків разом з 3-ма жінками. Нікого з вояків більше ніколи не бачили, тому припускається, що вони мертві. Стверджується, що трьох жінок було зґвалтовано і потім звільнено 10 листопада 1995 року. Але 26 лютого 2008 року з Делича було знято звинувачення у зґвалтуванні, позаяк у ході його справи сторона обвинувачення не навела жодних доказів за пунктом 3, що стосується зґвалтування.
Іншу групу з 10 сербських вояків було захоплено в полон 10 вересня 1995 року. Всі вони піддавалися катуванням упродовж 12 днів.

### Хід судового процесу
3 березня 2005 р. Делич добровільно здався Міжнародному суду в Гаазі. Він не визнав себе винним ні за якими пунктами.
Судовий розгляд тривав загалом близько 11 місяців з перервами протягом яких його було двічі тимчасово відпущено в Боснію, перший раз у травні 2005 р. і вдруге під час новорічної перерви 11 грудня 2007 р. Прокурори не мали зауважень щодо цих рішень. Протягом свого другого тимчасового звільнення Делич перебував деякий час під домашнім арештом з причини його розмов з Харісом Сілайджичем: його було звинувачено в тому, що він розмовляв з Сілайджичем про свою судову справу, проте він стверджував, що говорив тільки про друзів і сім'ю.
Прокуратура просила 15 років позбавлення волі, тоді як сторона захисту просила його звільнення, позаяк його провину не було доведено. Захист заявив, що в критичний момент він не мав контролю над моджахедами, тому він не був у змозі зупинити або, якщо на те пішло, покарати їх.

До закінчення апеляційного провадження генерала було повторно взято під варту і вміщено в слідчий ізолятор.
Хоча злочини моджахедів та вояків Армії Боснії і Герцеговини було доведено, а в суді зійшлися на думці, що протягом того часу Делич здійснював керівництво тим підрозділом, судді дійшли висновку, що він на той час не міг знати про ці вбивства, тому не міг зупинити їх.

### Вирок
15 вересня 2008 р. суд виніс рішення у справі Делича. Його було засуджено на три роки позбавлення волі, з зарахуванням до цього строку 448 днів вже проведених в місцях попереднього ув'язнення.
Вирок було винесено Судовою палатою за нездатність запобігти або покарати жорстоке поводження з дванадцятьма полоненими сербськими вояками в липні і серпні 1995 року в селі Ліваде і в таборі Каменіца біля містечка Завидовичі, який перебував у руках моджахедів.
Будь-яку його провину в убивствах сербських і хорватських полонених у декількох населених пунктах Середньої Боснії в період з 1993 по 1995 рік було з нього знято як недоведену. Це включає, зокрема, вбивство 24 хорватських полонених у Середній Боснії, в чому звинувачуються моджахеди. Делича було також виправдано за третім пунктом обвинувачень: розстріл 52 бійців Війська Республіки Сербської у вересні 1995 року.

## Смерть
Делич помер 16 квітня 2010 р. у своїй квартирі в Сараєво. Після нього залишилася вдовою його дружина Суада, а також двоє синів та четверо онуків.

## Його публікації
- Čast je braniti Bosnu (2002)
- Armija Republike Bosne i Hercegovine — nastanak, razvoj i odbrana zemlje (2007)
- 101 ratna priča (2010)